# Coenonympha fettigii
Coenonympha fettigii ist ein Schmetterling (Tagfalter) aus der Familie der Edelfalter (Nymphalidae), der in Nordwest-Afrika vorkommt.

## Beschreibung
Coenonympha fettigii sieht auf der Oberseite fast wie C. dorus spp. austauti aus, nur hat das Männchen deutlichere rotgelbe Wische unter dem Apikalauge. Dieser große schwarze Augenfleck (Ocelle) ist weiß gekernt mit lebhaftem orangem Rand. Unten sind die Hinterflügel beim Männchen ganz, beim Weibchen fast ganz zeichnungslos staubgrau; bei Letzterem sind meist nur Spuren von Ocellen in Gestalt winziger Ringelchen und ein schwacher Ansatz zu einem Diskalband vorhanden.
In Algerien und Tunesien kommt die Form nicholasi Rothschild vor. Bei den Männchen ist die orange Postdiskalregion breiter und bei den Weibchen ist der braune Randstreifen schmaler.
Die Form inframaculata Oberthür aus dem Westen Marokkos ist besonders im Rif-Atlas sehr variabel.

### Ähnliche Arten
- Coenonympha dorus (Esper, 1782)
- Coenonympha vaucheri Blachier, 1905

## Verbreitung
Coenonympha fettigii kommt in Algerien, Tunesien und im Mittleren-, Hohen- und Rif-Atlas in Marokko von 800 bis 2200 Meter Höhe vor.

## Lebensweise
Die Falter setzen sich gerne auf Eichenbüsche. Über die Lebensweise der Raupen ist nichts bekannt.

### Flugzeit
Coenonympha fettigii fliegt in einer Generation im Jahr (univotil) von Mitte Juni bis Ende August.

## Systematik
Coenonympha fettigii wird von manchen Autoren als Unterart von Coenonympha dorus betrachtet.